# Sitio de Niza (1543)
El sitio de Niza, ciudad saboyana, tuvo lugar el verano de 1543 durante el transcurso de la guerra italiana de 1542 - 1546. Un ejército formado por tropas francesas y otomanas puso sitio a la ciudad el 6 de agosto, aunque la ciudadela resistiría el sitio hasta su socorro y liberación por fuerzas imperiales un mes más tarde.

## Trasfondo

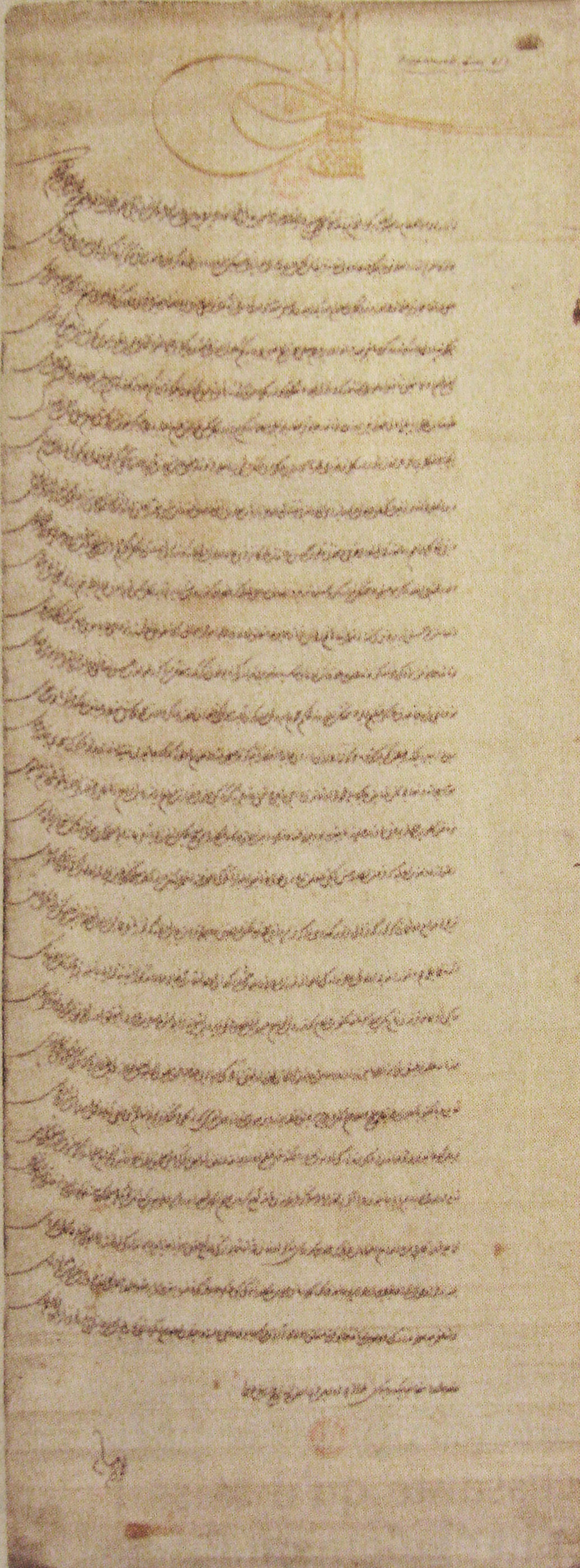
Carta de Solimán el Magnífico a Francisco I sobre los planes del sitio de Niza, escrita a mediados de febrero de 1543.

Francisco I de Francia y el sultán Solimán el Magnífico firmaron un acuerdo para combatir a la España de Carlos V. Por mediación del embajador francés en Constantinopla, Antoine Escalin des Aimars, conocido como el capitán Polin, una flota turca de 110 galeras y 50 galeotas bajo el mando de Jeireddín Barbarroja salió del mar de Mármara en mayo de 1543. Tras saquear las costas de Sicilia y el sur de Italia a lo largo de junio, echó anclas en la boca del Tíber el día 29, aunque Polin tuvo la delicadeza de asegurar que Roma no sería atacada.
Barbarossa y Polin llegaron a Isla Saint-Honorat el 5 de julio. Los preparativos franceses para recibir a la flota otomana llegaban tarde, por lo que Polin tuvo que reunirse con Francisco I en Maroilles y solicitar refuerzos. Mientras tanto, Barbarroja llevó la flota al puerto de Tolón el 10 de julio y fu recibido con gran pompa en la base francesa de Marsella, donde compartió mando con el gobernador, Francisco de Borbón, conde de Enghien. Barbarroja tenía planeado desembarcar en España, pero el plan se volvió imposible por el fracaso franco-otomano en tomar Perpiñán y la presencia de la flota hispana al mando de Andrea Doria en el golfo de Rosas. Carlos V había previamente reunido 57 galeras y 40 naos en Génova para la ocasión.
Los franco-otomanos se volvieron entonces contra el ducado de Saboya, del que Niza era parte. Aunque Saboya había sido un protectorado francés por un siglo, Francisco I decidió atacarlo porque el duque Carlos III le había enfurecido al casarse con Beatriz de Portugal, volviéndose un aliado de la casa de Habsburgo. Antes de la llegada de Barbarroja, Borbón ya había atacado con Niza con diez galeras desde Marsella, pero había debido huir cuando Doria apareció con 44 galeras y tomó cuatro de las suyas. Por ello, franceses y otomanos prepararon el asedio en Marsella en agosto. Borbón reforzó la flota con 26 galeras y 18 naos con 7.000 soldados. La flota combinada zarpó de Marsella el 5 de agosto.

## Sitio

### Ataque
La fuerza otomana desembarcó primero en Villefranche, a 6 kilómetros al este de Niza, que tomó y destruyó.A continuación, las fuerzas francesas y otomanas colaboraron para atacar la ciudad de Niza el 6 de agosto de 1543. En esta acción se combinaron 110 galeras otomanas con 50 francesas.
Los franco-otomanos se enfrentaron a una dura resistencia que dio lugar a la historia de Catalina Ségurane, que culminó con una gran batalla el 15 de agosto, pero la ciudad se rindió el 22 de agosto. Los franceses impidieron que los otomanos saquearan la ciudad. Sin embargo, no pudieron tomar el "Château de Cimiez", al parecer porque los franceses no pudieron suministrar suficiente pólvora a sus aliados otomanos. Durante la campaña, se sabe que Barbarroja se quejó del estado de los barcos franceses y de lo inapropiado de su equipo y pertrechos. Es famosa su frase: "¿Son ustedes marineros que llenan sus barriles de vino en lugar de pólvora?".

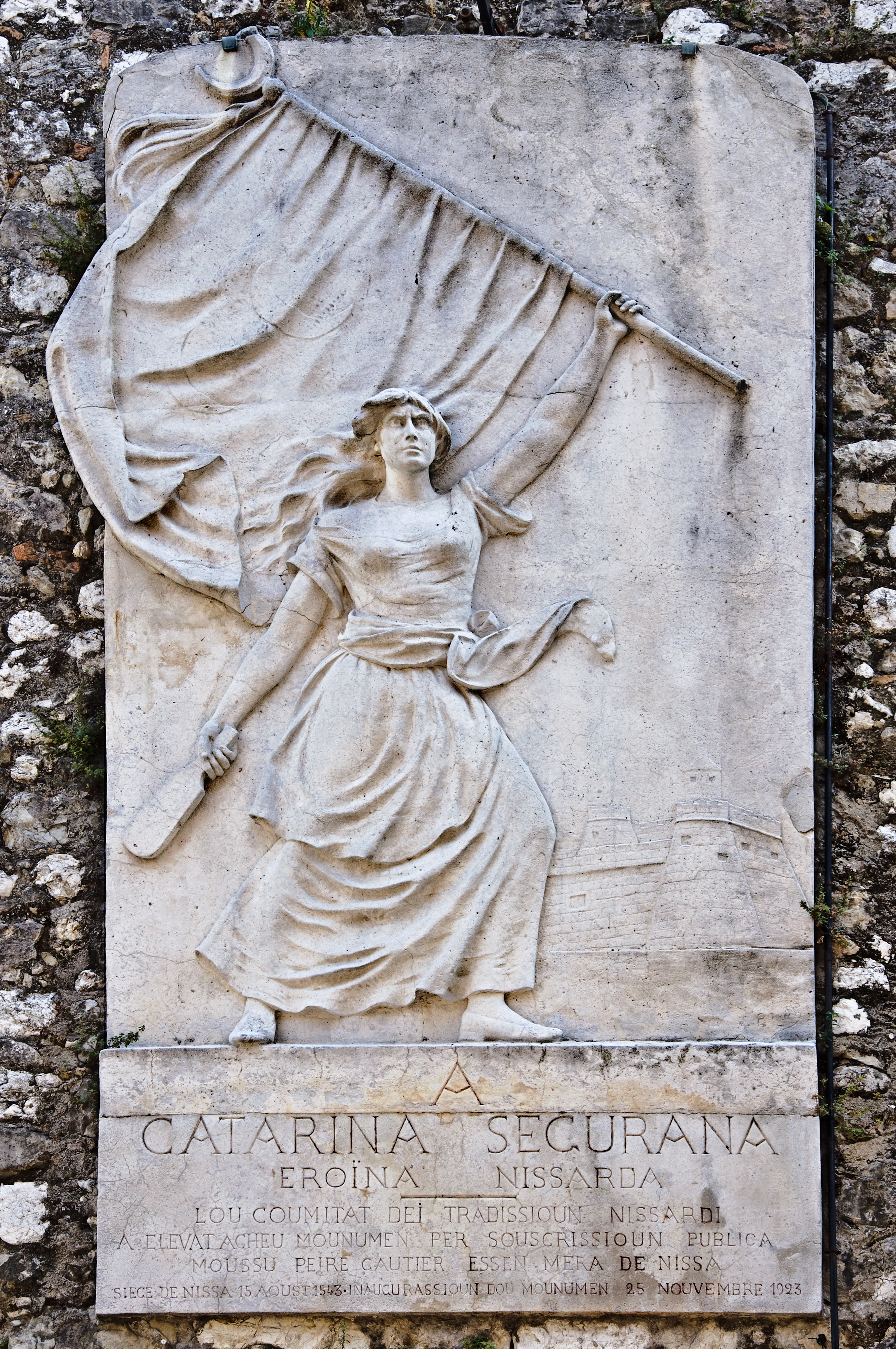
Bajorrelieve de Caterina Segurana.

Otra importante batalla contra el castillo tuvo lugar el 8 de septiembre, pero la fuerza finalmente se retiró al enterarse de que un ejército imperial se dirigía a su encuentro: el duque Carlos III había levantado un ejército en Piamonte para liberar la ciudad.

### Llegada de la flota imperial
Barbarroja embarcó a los turcos y escapó con sus naves horas antes de la llegada de la flota hispanoitaliana de Andrea Doria, llevando a un contingente de tercios al mando de Alfonso de Ávalos además de las tropas de Saboya. Aunque Doria perdió cuatro galeras en una tormenta, bombardeó las posiciones francesas en Villafranca mientras Ávalos desembarcaba y alcanzaba Niza, de la que obligó a los franceses a retirarse tras una corta lucha urbana.
El almirante turco se mostró reacio a tratar de impedir el desembarco aun cuando Doria se vio en dificultades por el clima. Ello ha causado especulaciones de que había algún acuerdo secreto entre Barbarroja y Doria, especialmente dado que el turco llevaba tiempo en negociaciones con el emperador para una potencial deserción a las filas imperiales. Sin embargo, las pérdidas de Doria habían sido pequeñas y su flota seguía intacta y peligrosa en el momento de la retirada otomana.
Algunas fuentes dicen que la última noche antes de partir, Barbarroja saqueó la ciudad, quemó partes de ella y tomó 5.000 cautivos. Sin embargo, las fuentes españolas son unánimes en que fueron los franceses quienes quemaron la ciudad, y Godfrey Fisher cita al mariscal francés Vieilleville diciendo: "La ciudad de Niza fue saqueada desafiando los términos de la capitulación, y luego fue quemada. Pero por esto no se debe culpar a Barbarroja y sus tropas, pues ya estaban lejos cuando esto sucedió... Esto se le impuso al desafortunado Barbarroja para mantener el honor y la reputación de Francia, de hecho de la propia cristiandad."